# Саидов, Бахтиёр Одилович
Бахтиёр Одилович Саидов (узб. Baxtiyor Odilovich Saidov; род. 22 апреля 1981, Самарканд, Узбекская ССР, СССР) — узбекский государственный деятель. Министр иностранных дел Республики Узбекистан с 25 апреля 2023 года (исполняющий обязанности министра с 30 декабря 2022 по 25 апреля 2023).

## Биография
В 2002 году окончил Ташкентский государственный экономический университет, в 2007 году — Институт Всемирной торговой организации (Женева, Швейцария). Специалист по международным экономическим отношениям и торговой политике.
Саидов начал свою карьеру в 2002 году стажёром в Министерстве иностранных дел Узбекистана.
В 2003—2008 годах он занимал руководящие должности в Государственной акционерной компании «Ўрта Осиё Транс», Агентстве «Узинфоинвест» и различных других управлениях Министерства внешних экономических связей, инвестиций и торговли Республики Узбекистан.
С 2009 по 2013 год работал советником по торгово-экономическим вопросам Посольства Республики Узбекистан в Южной Корее, внося значительный вклад в развитие экономических отношений между Узбекистаном и Южной Кореей.
С 2013 по 2015 годы работал заведующим отдела экспертизы и мониторинга международных договоров Кабинета Министров Республики Узбекистан.
С 2015 по 2017 год работал первым заместителем председателя — генеральным менеджером АО «Узбекенгилсаноат».
С июля 2017 года — Чрезвычайный и Полномочный Посол Республики Узбекистан в Китайской Народной Республике, а также по совместительству в Монголии (с апреля 2018 года) и Республике Филиппины (с июля 2019 года) с резиденцией в Пекине.
С 17 ноября 2021 по 30 декабря 2022 года — министр народного образования Республики Узбекистан.
30 декабря 2022 года назначен на должность исполняющего обязанности министра иностранных дел Республики Узбекистан.
25 апреля 2023 года утверждён в должности Министра иностранных дел Республики Узбекистан.

## Награды
В 2018 году указом президента Узбекистана Саидов награждён орденом «Дустлик».
В 2020 году ему было присвоено звание почетного профессора университета Цзянси (Китай). 
В 2020 году решением Совета министров обороны ШОС он был награждён знаком совета за вклад в развитие «Дружбы и сотрудничества в военной сфере».